# Olimbiakós Síndesmos Filàthlon Pireós
L'Olimbiakós Síndesmós Filàthlon Pireós, (en grec: Ολυμπιακός Σύνδεσμος Φιλάθλων Πειραιώς, en idioma català: Olimbiakós Club de Fans del Pireu, Olimbiakós SFP), és un club poliesportiu de Grècia, de la ciutat del Pireu a la província de l'Àtica. Va ser fundat el 1925, té seccions professionals en futbol, bàsquet, voleibol i waterpolo, a més de seccions no professionals en altres disciplines esportives.

## Història
L'Olimbiakós es fundà el 10 de març de 1925 com a resultat de la fusió del Piraikos Podosferikos Omilos (Pireu Futbol Club) i el Omilos Filathlon Piraeus (Pireu Suporters Club). És un dels clubs poliesportius més importants d'Europa. Té multitud de seccions. A destacar:
- Futbol (1925)
- Basquetbol (1930)
- Voleibol (1926)
- Waterpolo (1925)
- Natació (1925)
- Vela esportiva (1963)
- Tennis taula (1959)
- Boxa (1948)
- Atletisme (1953)
- Tir olímpic
- Halterofília (1960)
- Lluita (anys 70)
- Tennis (1998)
- Rem (1927)
- Handbol (1931)

## Secció de futbol
La secció de futbol, fundada el 1925 també, és la més important de l'Olimbiakós, tant en nombre d'aficionats com en títols aconseguits. Ha conquistat 48 Lligues, 29 Copes gregues, 4 Supercopes i 1 Lliga Conferència de la UEFA, la qual cosa converteix l'Olimbiakós en el club més reeixit del futbol grec.

## Secció de basquetbol
La secció de bàsquet de l'Olimbiakós (en grec modern: Κ.Α.Ε. Ολυμπιακός, K.A.E. Olimbiakós) és una de les seccions més importants del club. Va ser creada l'any 1925. És un dels clubs amb més èxits del bàsquet europeu, ja que ha guanyat tres Eurolligues, un Triple Corona, un Mundial de Clubs de bàsquet, quinze Campionats de Grècia, dotze Copes de Grècia  i tres Supercopes de Grècia.

## Secció de waterpolo
Fundada el 1925, ha guanyat nombrosos títols tant en categoria masculina com femenina

## Secció de voleibol
La secció de voleibol és una de les seccions importants del club. La masculina va ser creada l'any 1926 i la femenina el 1930.

## Secció d'handbol
La secció d'Handbol de l'Olimbiakós (en grec modern: Ολυμπιακός Σ.Φ.Π., Olimbiakós S.F.P.) és una de les seccions del club. Es va crear el 1931 i es va crear de nou el 2017.
- 5 Lligues grec d'handbol masculí: 2018, 2019, 2022, 2024, 2025
- 3 Copes de Grècia d'handbol masculí: 2018, 2019, 2023
- 3 Supercopes Greca d'handbol masculí: 2022, 2023, 2024

- Copa Europea
  - Finalistes (1): 2023−24